# Herbert Gursky
Herbert Gursky (* 27. Mai 1930, Bronx, New York; † 1. Dezember 2006 in Falls Church) war Superintendent der United States Naval Research Laboratory’s Space Science Division und Chief Scientist des E.O. Hulburt Center for Space Research.
Gursky war Mitglied der Gruppe, die von dem Jahr 1961 an kosmische Röntgenquellen wie Scorpius X-1 und Cygnus X-1 mit Höhenforschungsraketen entdeckten. Später nutzte er Daten des Uhuru-Satelliten und des  Astronomische Nederlandse Satelliet zur Untersuchung von Galaxien, Hintergrundstrahlung und Bursts.